# Adesmus urubu
Adesmus urubu är en skalbaggsart som beskrevs av Maria Helena M. Galileo och Martins 1999. Adesmus urubu ingår i släktet Adesmus och familjen långhorningar. Inga underarter finns listade i Catalogue of Life.